# Hazaken

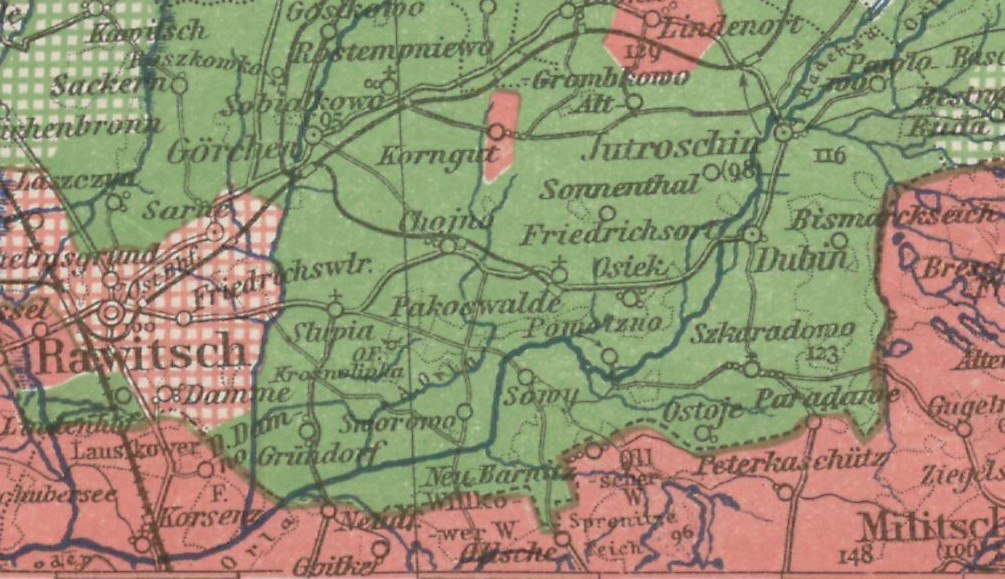
Das Gebiet der Hazaken auf einer Sprachkarte aus dem Jahr 1910

Als Hazaken (polnisch Chazacy, Hazaki, auch Leśniacy, örtlich Hazoki) werden die Angehörigen einer ethnischen Gruppe schlesischer Herkunft mit eigenen Dialekten und Traditionen im Gebiet des heutigen Powiats Rawicki in Großpolen an der Grenze zu Niederschlesien bezeichnet.
In der zweiten Hälfte des 16. und im 17. Jahrhundert wurde der Grenzwald an beiden Ufern der Orla auf der großpolnischen Seite der Staatsgrenze meist von slawisch- bzw. polnischsprachigen Schlesiern brandgerodet und besiedelt. Im frühen 17. Jahrhundert war das Gebiet unmittelbar südlich der schlesischen Grenze noch slawisch-/polnischsprachig, wurde aber danach sprachlich germanisiert. Damit verloren die Hazaken den direkten Kontakt zum übrigen polnisch-schlesischen Dialektgebiet. Der Dialekt der Hazaken unterscheidet sich jedoch bis heute deutlich vom Rest des großpolnischen Dialekts, z. B. mit dem Masurieren, und wird als eine gemischt schlesisch-großpolnische Mundart kategorisiert. Auch die Tracht ähnelte im 19. Jahrhundert (ab 1793 im preußischen Kreis Kröben) den schlesischen Trachten, besonders die weibliche. Vor 1918 war die Gruppe gesellschaftlich abgegrenzt und es gab Feindseligkeiten und Bissigkeiten mit den Nachbarn im Norden.
Es gibt mehrere Erläuterungen des Namens der Region und ihrer Bewohner. Die ersten Siedler trugen vielleicht das Gewand hazuka, das im 16. Jahrhundert verbreitet war. Von Nachbarn wurden sie bis 1840 Leśniaki/Leśniacy (etwa Waldbewohner) genannt, im Hazakischen lasouki. Jerzy Burchardt (1932–2008) leitete ihn vom deutschen Wort Hase ab, der Besitzer der Güter von Golejewko, Baron Wiegand Adolf von Gersdorff, habe in den 1840er Jahren in den örtlichen Wäldern die bäuerlichen Jagdgehilfen als Hasen beschimpft. Ludwik Gomolec zufolge war der Name älter und korrekter Hazacy und nicht Chazacy.
Das im Jahr 1580 erstmals erwähnte Zielona Wieś (Gründorf) war nach Burchardt der Hauptort der Hazaken. Henry Nowak lokalisiert die Hazaken für das Jahr 1970 in folgenden Dörfern: Zielona Wieś, Wydawy, Stwolno, Łąkta, Ugoda, Zawady (diese machen die sogenannte Hazy właściwe, echte Hazen aus) sowie Chojno, Golejewko, Słupia Kapitulna, Sworowo und Szkaradowo. Nach dem Museum in Rawicz auch in Kubeczki, Niedźwiadki und Podborowo.